# Академия флоралий

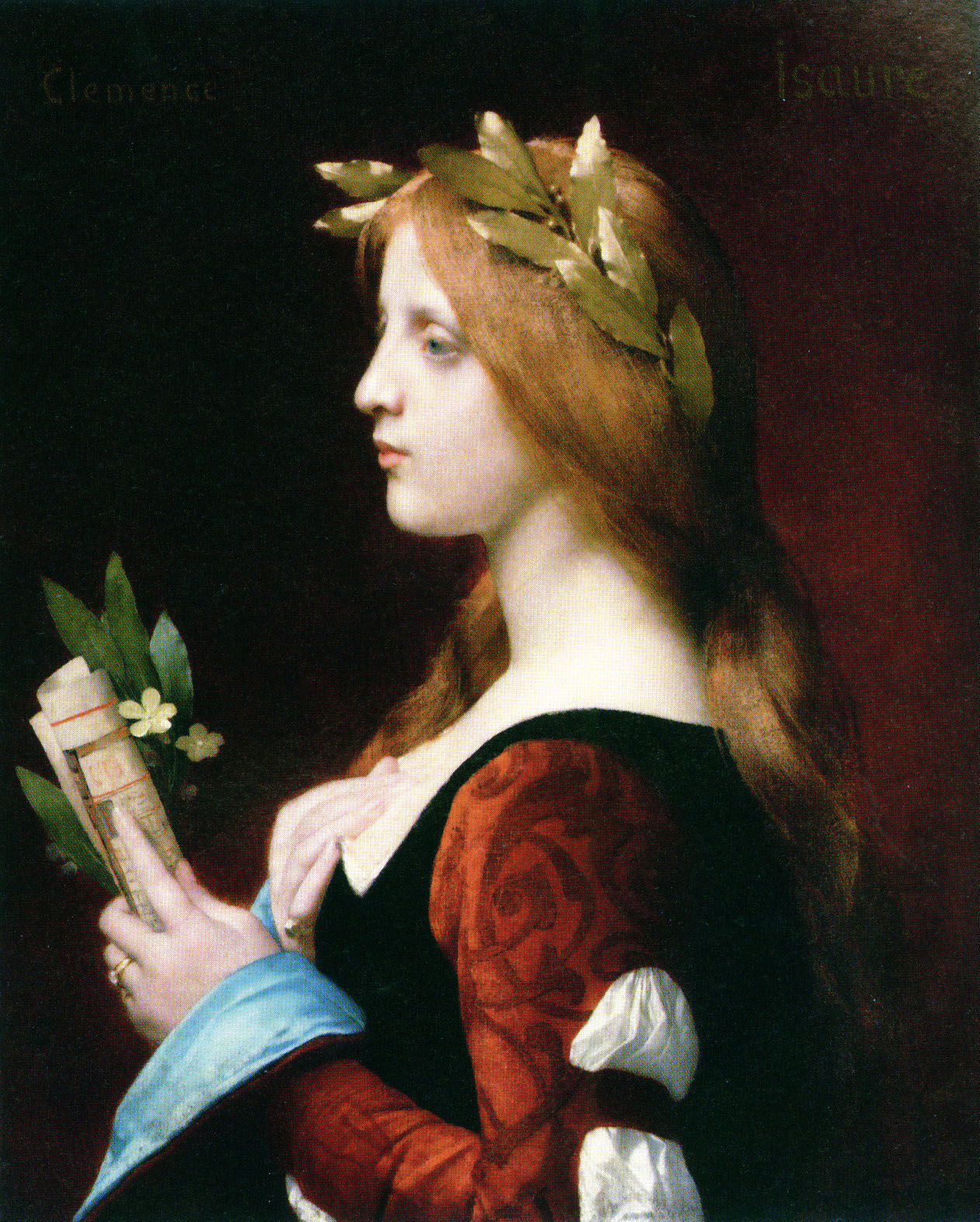
Легендарная Клеманс Изор, изображённая художником XIX века Лефевром (частная коллекция).

Академия флоралий (фр. Académie des Jeux floraux, окс. Acadèmia dels Jòcs Florals) — тулузский организатор поэтических состязаний на призы из цветов, проводящихся ежегодно в городе, начиная с XIV века. Сама академия существует с 1696 года.

## История флоралий
Возникновение праздника флоралий относится к XIV столетию и связано с именами семи тулузских граждан, которые таким путём думали воскресить поэзию трубадуров, пришедшую в то время в полный упадок. Эти семь лиц обратились ко всем друзьям «весёлого искусства или знания» (gai savoir) с поэтическим приглашением явиться 1 мая 1324 года в Тулузу для участия в поэтическом состязании, на котором победителю предназначался приз, вместе с титулом «доктора весёлой науки». Призом на первом состязании была золотая фиалка.
Уже в следующем году из consistori de la gaya sciensa образовалось целое общество, с канцлером во главе. В 1375 году были предложены в виде призов:
- дикая роза — за лучший образчик пастушеской поэзии, и
- ноготки— за лучшую плясовую песню; оба эти цветка изготовлялись из серебра;

получившему первый приз присваивался титул бакалавра, а обладателю всех трёх призов — титул доктора или мэтра.

### Цветочные игры Каталонии и Валенсии
В Каталонии и Арагонии образовались к концу XIV столетия филиальные общества: барселонское общество до настоящего времени выдаёт премии, в виде цветов, за лучшие поэтические произведения.

### XV век
Около 1487 года флоралии были близки к упадку из-за недостаточности средств, но опять окрепли благодаря усилиям одной из образованнейших женщин Тулузы, Клеманс Изор, завещавшей городу, для возвышения ценности призов, большой капитал. Позднее этот капитал стали расходовать на устройство празднеств и на поднесение ценных подарков членам общества.
Это побудило тулузского академика Laloubère обратиться к Людовику XIV с просьбой превратить общество в академию.

## Академия
Королевским распоряжением общество было преобразовано в академию в 1696 году. Во главе образованной Академии флоралий был поставлен канцлер; её члены (в числе 55) назначались королём. К прежним премиям была прибавлена еще одна — золотой тысячецвет (amaranthus), за лучшую оду.
С 1746 года серебряная роза была заменена золотой и вместе с тем постановлено, что за поэтом, получившим её три раза, признается титул «мэтра флоралий».
В 1773 году должность канцлера была упразднена, и место председателя академии стало замещаться из среды её членов, через каждые 3 месяца, по жребию; председательствующий назывался «модератором» (Modérateur). Во время революции флоралии были уничтожены, но Наполеон восстановил их. Впервые женщина стала председателем лишь в 2005 году.
Издаваемый, начиная с 1696 года, ежегодник академии — «Recueil annuel de l’académie des J. F.» — печатает на своих страницах все произведения, признанные на публичном акте достойными награды (в издании ежегодника были перерывы, от 1700 до 1703 и от 1790 до 1806 гг.).